# Chris Montgomery
Christopher « Monty » Montgomery (né le 6 juin 1972,) est un programmeur américain. Il est le créateur original du format conteneur Ogg et du codec audio Vorbis et le fondateur de The Xiph.Org Foundation, qui promeut les codecs multimédias du domaine public. Il est également connu sous le nom de « Monty »  et utilise xiphmont comme pseudonyme en ligne.
Il est titulaire d'un BS (Bachelor of Science) en génie électrique et en informatique du Massachusetts Institute of Technology et d'un diplôme M.Eng. en ingénierie informatique de l'Institut de technologie de Tokyo.
Programmeur multimédia, défenseur du logiciel libre Monty réside dans la région de Boston. Il a travaillé pour l'entreprise Red Hat sur l'amélioration de la qualité du format Ogg Theora et de décodeurs. En octobre 2013, il annonce son passage chez Mozilla. Le travail sur Daala sera une partie importante de son travail là-bas.
Montgomery fut le conférencier (keynote) de la soirée au Ohio LinuxFest en septembre 2010.